# Джеремі Буендіа
Джеремі Буендіа (англ. Jeremy Buendia) — американський професійний бодібілдер, який виступає в категорії IFBB Men's Physique. 

## Раннє життя
Джеремі Буендія народився в Роузвіллі, Каліфорнія. Під час навчання у школі Буендія грав у американський футбол, був лайнбекером у Whitney High School. Через жорсткий характер американського футболу Джеремі отримав травми дисків на шиї та спині. Частково через цю травму хлопець зацікавився бодібілдингом. Буендіа заявляв, що був знайомий з основами бодібілдингу, оскільки його батько був культуристом-любителем у 1970-х. Джеремі Буендіа почав брати участь у змаганнях з бодібілдингу у віці 17 років. 

## Професійна кар'єра
Джеремі Буендіа змагається професійно в рамках Міжнародної федерації бодібілдингу та фітнесу (IFBB) з 2013 року, де він посів 2-е місце в категорії  Mr. Olympia Men's Physique. Згодом він завоював титул Men's Physique Olympia у 2014, 2015, 2016 та 2017 роках.  На турнірі 2018 року він посів 4-е місце.  У жовтні 2019 року Джеремі Буендіа повідомив про переїзд до Кувейту для підготовки до Mr. Olympia 2020. 